# الشبكات الضوئية المتزامنة
الشبكات الضوئية المتزامنة (SONET) والتسلسل الهرمي الرقمي المتزامن (SDH) هي بروتوكولات قياسية تنقل العديد من تدفقات البتات الرقمية بشكل متزامن عبر الألياف الضوئية باستخدام الليزر أو الضوء المتسق coherent من الثنائيات الباعثة للضوء (LEDs). يمكن أيضًا نقل البيانات بمعدلات نقل منخفضة عبر واجهة كهربائية Electrical interface. تم تطوير الطريقة لتحل محل نظام التسلسل الهرمي الرقمي المتزامن (PDH) لنقل كميات كبيرة من المكالمات الهاتفية وحركة البيانات عبر نفس الألياف دون مشاكل التزامن.
تم تصميم SONET و SDH ، وهما نفس الشيء بشكل أساسي، في الأصل لنقل اتصالات وضع الدائرة (مثل، DS1 ، DS3) من مجموعة متنوعة من المصادر المختلفة، ولكن تم تصميمهما بشكل أساسي لدعم الصوت في الوقت الحقيقي، وغير المضغوط، والمبدّل بتبديل الدارات بتنسيق PCM . كانت الصعوبة الأساسية في القيام بذلك قبل SONET / SDH هي أن مصادر تزامن هذه الدوائر المختلفة كانت مختلفة. هذا يعني أن كل دائرة كانت تعمل في الواقع بمعدل مختلف قليلاً ومع طور مختلف. سمح SONET / SDH للنقل المتزامن للعديد من الدوائر المختلفة ذات الأصل المختلف ضمن بروتوكول تأطير واحدsingle framing protocol. إن SONET / SDH ليس بروتوكول اتصالات كاملًا في حد ذاته، ولكنه بروتوكول نقل (ليس «نقلًا» بمعنى نموذج OSI).
نظرًا لحيادية البروتوكول الأساسية لـ SONET / SDH والميزات الموجهة نحو النقل، كان SONET / SDH الخيار الواضح لنقل إطارات وضع النقل غير المتزامن (ATM) ذات الطول الثابت والمعروفة أيضًا بالخلايا. تطور بسرعة هياكل رسم الخرائط وحاويات الحمولة المتسلسلة لنقل اتصالات أجهزة الصراف الآلي. وبعبارة أخرى، بالنسبة لـ ATM (وفي النهاية البروتوكولات الأخرى مثل Ethernet)، تمت إزالة البنية المعقدة الداخلية التي كانت تستخدم سابقًا لنقل الاتصالات الموجهة للدائرة واستبدالها بإطار كبير ومتسلسل (مثل STS-3c) يتم فيه خلايا ATM ، يتم وضع حزم IP أو إطارات Ethernet.
يستخدم كل من SDH و SONET على نطاق واسع اليوم: SONET في الولايات المتحدة وكندا، و SDH في بقية العالم. على الرغم من أن معايير SONET قد تم تطويرها قبل SDH ، إلا أنها تعتبر نوعا من SDH بسبب انتشار SDH السريع والأكبر في جميع أنحاء العالم. تنقسم SONET إلى أربعة طبقات فرعية مع بعض العوامل مثل المسار والخط والمقطع والطبقة المادية path, line, section and physical layer..
تم تعريف معيار SDH في الأصل من قبل المعهد الأوروبي لمعايير الاتصالات (ETSI)، وتم إضفاء الطابع الرسمي عليه كمعايير الاتحاد الدولي للاتصالات (ITU) G.707 و G.783 و G.784 وو G .803. تم تعريف معيار SONET بواسطة Telcordia ومعيار المعهد الوطني الأمريكي للمعايير (ANSI) T1.105. والتي تحدد مجموعة أنساق الإرسال ومعدلات الإرسال في النطاق فوق 51.840 ميغابت / ثانية.

## الفرق عن التسلسل الهرمي المتزامن PDH
يختلف SDH عن التسلسل الهرمي الرقمي Plesiochronous (PDH) في أن المعدلات الدقيقة المستخدمة لنقل البيانات على SONET / SDH متزامنة بإحكام عبر الشبكة بالكامل، باستخدام الساعات الذرية atomic clocks . يسمح نظام المزامنة هذا لشبكات بين البلدان بأكملها بالعمل بشكل متزامن، مما يقلل بشكل كبير من كمية التخزين المؤقت المطلوب بين العناصر في الشبكة. يمكن استخدام كل من SONET و SDH لتغليف معايير الإرسال الرقمي السابقة، مثل معيار PDH ، أو يمكن استخدامها لدعم إما وضع النقل غير المتزامن (ATM) أو ما يسمى بالحزمة عبر شبكة SONET / SDH (POS). لذلك، من غير الصحيح التفكير في SDH أو SONET كبروتوكولات اتصالات في حد ذاتها؛ فهي عبارة عن حاويات نقل عامة لجميع الأغراض لنقل الصوت والبيانات. يتيح الشكل الأساسي لإشارة SONET / SDH حمل العديد من الخدمات المختلفة في الحاوية الافتراضية (VC)، لأنها مرنة في النطاق الترددي bandwidth-flexible .

## نظرة عامة على البروتوكول
غالبًا ما يستخدم SONET و SDH مصطلحات مختلفة لوصف الميزات أو الوظائف المتطابقة identical features or functions. يمكن أن يسبب هذا الارتباكconfusion ويضخم من خلافاتهم. مع بعض الاستثناءات، يمكن اعتبار SDH كمجموعة شاملة superset من SONET.
SONET عبارة عن مجموعة من حاويات النقل transport containers التي تسمح بتسليم مجموعة متنوعة من البروتوكولات، بما في ذلك الاتصالات الهاتفية التقليدية، وأجهزة الصراف الآلي، وشبكة إيثرنت، وحركة مرور TCP / IP. وبالتالي، فإن SONET ليس في حد ذاته بروتوكول اتصالات محليًا ولا ينبغي الخلط بينه على أنه بالضرورة موجه نحو الاتصال connection-oriented بالطريقة التي يُستخدم بها هذا المصطلح عادةً.
البروتوكول هو بنية متعددة الإرسال بشكل كبير heavily multiplexed structure، مع تشابك الرأسheader بين البيانات بطريقة معقدة. هذا يسمح للبيانات المغلفة encapsulated أن يكون لها معدل الإطار frame rate الخاص بها وأن تكون قادرة على «الطفو حول»"float around" بالنسبة إلى هيكل ومعدل إطارframe structure and rate SDH / SONET. يسمح هذا التشذيرinterleaving بوقت استجابة منخفض جدًا للبيانات المغلفة. يمكن أن تتأخر البيانات التي تمر عبر المعدات بحد أقصى 32   ميكروثانية   (μs)، مقارنة بمعدل إطارات 125μs ؛ العديد من البروتوكولات المتنافسة تخزن البيانات أثناء عمليات النقل هذه لإطار أو حزمة packet واحدة على الأقل قبل إرسالها. يُسمح بالحشو الإضافيExtra padding للبيانات متعددة الإرسال للتحرك داخل الإطار الكلي overall framing، حيث يتم تسجيلclocked البيانات بسرعة مختلفة عن معدل الإطاراتframe rate. أصبح البروتوكول أكثر تعقيدًا من خلال قرار السماح بهذا الحشو في معظم مستويات بنية تعدد الإرسال، ولكنه يحسن الأداء الشامل.

## الوحدة الأساسية للإرسال
الوحدة الأساسية للتأطير framing في SDH هي STM-1 (وحدة النقل المتزامن، المستوى 1)، والتي تعمل بسرعة 155.520 ميجابت في الثانية (Mbit / s). يشير SONET إلى هذه الوحدة الأساسية باعتبارها STS-3c (إشارة النقل المتزامن 3، متسلسلة). عندما يتم نقل STS-3c عبر OC-3، غالبًا ما يشار إليه بالعامية باسم OC-3c ، ولكن هذا ليس تعيينًا رسميًا ضمن معيار SONET حيث لا يوجد فرق فيزيائي (أي بصري) بين STS-3c وSTS-1s المحمولة داخل OC-3.
تقدم SONET وحدة أساسية إضافية للإرسال، وهي STS-1 (إشارة النقل المتزامن 1) أو OC-1، تعمل بسرعة 51.84 ميجابت / ثانية - تحديداً ثلث ناقل STM-1 / STS-3c / OC-3c. تلزم هذه السرعة من خلال متطلبات عرض النطاق الترددي للإشارات الصوتية الهاتفية المشفرة بترميز PCM: في هذا المعدل، يمكن لدائرة STS-1 / OC-1 أن تحمل ما يعادل عرض النطاق لقناة DS-3 القياسية، والتي يمكن أن تحمل 672 64-kbit / قنوات الصوت. في SONET ، تتكون إشارة STS-3c من ثلاث إشارات STS-1 متعددة الإرسال؛ يمكن حمل STS-3c على إشارة OC-3. تدعم بعض الشركات المصنعة أيضًا SDH المكافئ لـ STS-1 / OC-1، المعروف باسم STM-0.

### تأطيرFraming
في إرسال البيانات الموجهة نحو الرزمpacket-oriented data transmission ، مثل Ethernet ، يتكون إطار الرزمة packet frame عادةً من رأس headerوحمولةpayload . يتم إرسال الرأس أولاً، متبوعًا بالحمولة (وربما مقطورة trailer، مثل CRC). في الشبكات الضوئية المتزامنة، يتم تعديل هذا قليلاً. يُطلق على الرأس الاعباء overhead ، وبدلاً من إرسالها قبل الحمولة، يتم ادخالها أثناء الإرسال. يتم إرسال جزء من الحمل، ثم جزء من الحمولة، ثم الجزء التالي من الحمل، ثم الجزء التالي من الحمولة، حتى يتم نقل الإطار بأكمله.
في حالة STS-1، يبلغ حجم الإطار 810 ثمانيات، بينما يبلغ حجم إطار STM-1 / STS-3c 2,430 ثماني وحدات. بالنسبة إلى STS-1، يتم إرسال الإطار على هيئة ثلاث ثمانيات من الحمل three octets of overhead، يليها 87 ثمانoctets حمولة. يتكرر هذا الأمر تسع مرات، حتى يتم إرسال 810 ثمانيات، يستغرق هذا 125μs . في حالة STS-3c / STM-1، التي تعمل بثلاث مرات أسرع من STS-1، يتم إرسال تسعة ثمانيات من الحمل العلوي، تليها 261 ثمانيًا من الحمولة. يتم تكرار ذلك أيضًا تسع مرات حتى يتم إرسال 2430 ثماني بتات، يستغرق هذا μs125 أيضًا. بالنسبة لكل من SONET و SDH ، غالبًا ما يتم تمثيل ذلك عن طريق عرض الإطار بشكل رسوميgraphically: ككتلة block مكونة من 90 عمودًا وتسعة صفوف لـ STS-1، و 270 عمودًا وتسعة صفوف لـ STM1 / STS-3c. يقوم هذا التمثيل representation بمحاذاة جميع الأعمدة العلوية، لذلك يظهر الحمل ككتلة متجاورة، كما هو الحال مع الحمولة.
يختلف الهيكل الداخلي للاعباءoverhead والحمولة payload داخل الإطار قليلاً بين SONET و SDH ، وتستخدم مصطلحات مختلفة في المعايير لوصف هذه الهياكل. معاييرها متشابهة للغاية في التنفيذ، مما يجعل من السهل التعامل بين SDH و SONET في أي عرض نطاق ترددي معينbandwidth.
عملياً، يتم استخدام المصطلحين STS-1 و OC-1 في بعض الأحيان بالتبادل، على الرغم من أن تسمية OC تشير إلى الإشارة في شكلها البصري. لذلك، من الخطأ القول بأن OC-3 يحتوي على 3 OC-1s: يمكن القول أن OC-3 يحتوي على 3 STS-1s.

### إطار SDH

إطار STM-1. تحتوي الأعمدة التسعة الأولى على النفقات العامة والمؤشرات. من أجل البساطة ، يظهر الإطار كهيكل مستطيل مكون من 270 عمودًا وتسعة صفوف ولكن البروتوكول لا يرسل وحدات البايت بهذا الترتيب.

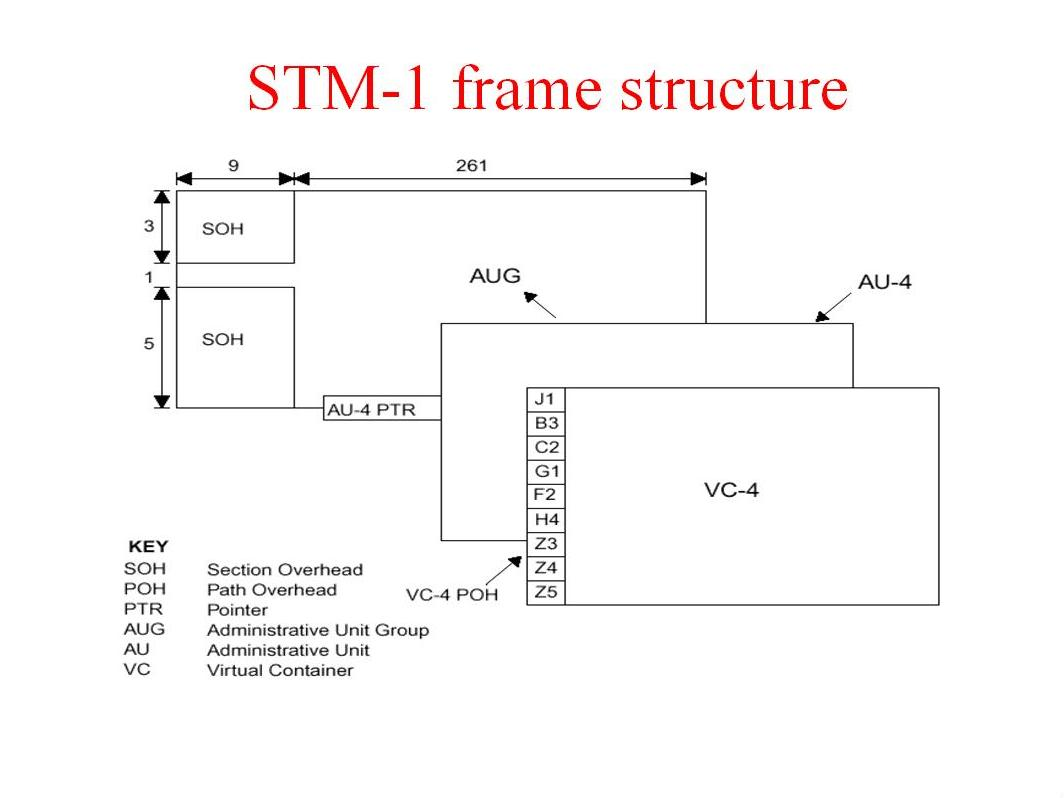
من أجل البساطة ، يظهر الإطار كهيكل مستطيل من 270 عمودًا وتسعة صفوف. تحتوي الصفوف الثلاثة الأولى وتسعة أعمدة على حمل علوي لقسم إعادة التجديد (RSOH) وتحتوي الصفوف الخمسة الأخيرة وتسعة أعمدة على حمولة قسم تعدد الإرسال (MSOH). يحتوي الصف الرابع من الأعلى على مؤشرات.

إطار وحدة النقل المتزامنSynchronous Transport Module ، المستوى 1 (STM-1) هو تنسيق الإرسال الأساسي لـ SDH - المستوى الأول من التسلسل الهرمي الرقمي المتزامن. يتم إرسال إطار STM-1 في 125 بالضبط   ميكرو ثانية، وبالتالي، هناك 8000 اطار frames في الثانية على 155.52   دارة الألياف الضوئية Mbit / s OC-3. يتكون إطار STM-1 من الاعباء overhead والمؤشرات pointers بالإضافة إلى حمولة المعلومات information payload. تشكل الأعمدة التسعة الأولى من كل إطار قسم الاعباء overhead ومؤشؤات الوحدة الادارية administrative unit pointers، وتشكل الأعمدة الـ 261 الأخيرة حمولة المعلوماتinformation payload. تحدد المؤشراتpointers (H1 ، H2 ، H3 بايت) الوحدات الإدارية (AU) ضمن حمولة المعلومات. وبالتالي، يمكن لدارة OC-3 أن تحمل 150.336   ميغابت / ثانية للحمولة، بعد حساب المصروفات الزائدة.
تُحمل ضمن حمولة المعلومات، التي لها هيكل إطارها الخاص المكون من تسعة صفوف و 261 عمودًا، وحدات إدارية محددة بواسطة المؤشرات. يوجد أيضًا داخل الوحدة الإدارية حاوية افتراضية واحدة أو أكثر (VCs). تحتوي VCs على حمولة المسار وحمل VC. العمود الأول مخصص للمسار. تليها حاوية الحمولة، والتي يمكن أن تحمل حاويات أخرى. يمكن أن يكون للوحدات الإدارية أي محاذاة طور داخل إطار STM ، ويشار إلى هذا المحاذاة بواسطة المؤشر في الصف الرابع.
ينقسم الجزء العلوي من القسم (SOH) لإشارة STM-1 إلى جزأين: الجزء العلوي من قسم التجديد (RSOH) والجزء العلوي من المقطع المتعدد (MSOH). تحتوي النفقات العامة على معلومات من نظام الإرسال نفسه، والتي يتم استخدامها لمجموعة واسعة من وظائف الإدارة، مثل مراقبة جودة الإرسال، وكشف الأعطال، وإدارة الإنذارات، وقنوات اتصال البيانات، وقنوات الخدمة، إلخ.
إطار STM مستمر وينتقل بطريقة تسلسلية: بايت بايت، صف تلو الآخر.

#### النفقات العامة للنقل
تُستخدم نفقات النقل للتشوير وقياس معدلات أخطاء الإرسال، وتتكون على النحو التالي:
قسم الاعباء
يسمى الجزء العلوي من قسم إعادة التوليد (RSOH) في مصطلحات SDH: 27 ثماني بتات تحتوي على معلومات حول هيكل الإطار الذي تتطلبه المعدات الطرفية.
خط الاعباء
يُدعى الجزء العلوي من قسم تعدد الإرسال (MSOH) في SDH: 45 ثماني بتات تحتوي على معلومات حول تصحيح الأخطاء ورسائل التبديل للحماية التلقائية (مثل الإنذارات ورسائل الصيانة) حسب الحاجة داخل الشبكة. يتم تضمين تصحيح الخطأ لـ STM-16 وما فوق.
مؤشرpointer الوحدة الإدارية (AU)
يشير إلى موقع بايت J1 في الحمولة (البايت الأول في الحاوية الافتراضية).

#### مغلف المسار الافتراضيPath virtual envelope
يشار إلى البيانات المرسلة من طرف إلى طرف ببيانات المسار . وتتكون من مكونين:
حمولة زائدة Payload overhead(POH)
9 بتات تستخدم للإشارة من طرف إلى طرف وقياس الأخطاء.
حمولة payload
بيانات المستخدم (774 بايت لـ STM-0 / STS-1، أو 2,430 ثمانيات لـ STM-1 / STS-3c)
بالنسبة إلى STS-1، يشار إلى الحمولة باسم مغلف الحمولة المتزامنة (SPE)، والذي يحتوي بدوره على 18 بايت حشو، مما يؤدي إلى سعة حمولة STS-1 تبلغ 756 بايت.
تم تصميم حمولة STS-1 لحمل إطار PDH DS3 كامل. عندما يدخل DS3 شبكة SONET ، تتم إضافة حمل علوي للمسار، ويقال أن عنصر شبكة SONET (NE) هو مولد مسار وإنهاء . إن خط SONET NE ينهي الخط إذا قام بمعالجة الخط العلوي. لاحظ أنه حيثما يتم إنهاء الخط أو المسار، يتم إنهاء القسم أيضًا. يقوم مُنشئو SONET بإنهاء القسم، ولكن ليس المسارات أو الخط.
يمكن أيضًا تقسيم الحمولة الصافية STS-1 إلى سبع مجموعات رافدة افتراضية (VTGs). يمكن بعد ذلك تقسيم كل VTG إلى أربع إشارات VT1.5، يمكن لكل منها أن يحمل إشارة PDH DS1 . يمكن بدلاً من ذلك تقسيم VTG إلى ثلاث إشارات VT2 ، يمكن لكل منها أن يحمل إشارة PDH E1 . مكافئ SDH لـ VTG هو TUG-2 ؛ تعادل VT1.5 VC-11، و VT2 تعادل VC-12.
يمكن مضاعفة ثلاث إشارات STS-1 عن طريق مضاعفة تقسيم الوقت لتشكيل المستوى التالي من التسلسل الهرمي SONET ، OC-3 (STS-3)، الذي يعمل عند 155.52   ميغابت / ثانية. يتم مضاعفة الإشارة عن طريق تشذير بايتات إطارات STS-1 الثلاثة لتشكيل إطار STS-3، الذي يحتوي على 2,430 بايت وإرساله في 125   μs .
تتكون الدوائر عالية السرعة من خلال تجميع مضاعفات الدوائر البطيئة على التوالي، وتظهر سرعتها دائمًا على الفور من تعيينها. على سبيل المثال، يمكن تجميع أربع إشارات STS-3 أو AU4 لتكوين 622.08   إشارة Mbit / s تسمى OC-12 أو STM-4 .
أعلى معدل يتم نشره بشكل شائع هو دائرة OC-768 أو STM-256، والتي تعمل بمعدل أقل بقليل من 38.5 جيجابت / ثانية. حيث الألياف الإرهاق هو مصدر قلق، وإشارات SONET متعددة يمكن نقلها عبر موجات متعددة على زوج واحد من الألياف عن طريق مضاعفة تقسيم الطول الموجي، بما في ذلك كثافة مضاعفة تقسيم الطول الموجي (DWDM) والخشنة الطول الموجي بالتقسيم (CWDM). إن دارات DWDM هي الأساس لجميع أنظمة كابلات الاتصالات البحرية الحديثة ودوائر المسافات الطويلة الأخرى.

## SONET / SDH والعلاقة بـ 10 جيجابت إيثرنت
نوع آخر من دارات شبكة البيانات عالية السرعة هو 10 Gigabit Ethernet (10GbE). أنشأ تحالف Gigabit Ethernet اثنين من متغيرات 10 Gigabit Ethernet: متغير منطقة محلية (LAN PHY) بمعدل خط 10.3125   جيجابت / ثانية ومتغير مساحة واسع (WAN PHY) بنفس معدل الخط مثل OC-192 / STM-64 (9,953,280   كيلوبت / ثانية). يقوم متغير WAN PHY بتغليف بيانات Ethernet باستخدام إطار SDH / SONET خفيف الوزن، بحيث يكون متوافقًا عند مستوى منخفض مع المعدات المصممة لحمل إشارات SDH / SONET ، بينما يقوم متغير LAN PHY بتغليف بيانات Ethernet باستخدام ترميز خط 64B / 66B .
ومع ذلك، لا توفر 10 Gigabit Ethernet بشكل صريح أي إمكانية تشغيل تبادلي على مستوى تدفق البت مع أنظمة SDH / SONET الأخرى. ويختلف هذا عن أجهزة الإرسال والاستقبال لنظام WDM ، بما في ذلك أنظمة تعدد الإرسال الخشنة والكثيفة بتقسيم طول الموجة (CWDM و DWDM) التي تدعم حاليًا إشارات OC-192 SONET ، والتي يمكنها عادةً دعم شبكة جيجابت إيثرنت رقيقة ذات إطار 10 جيجابت.

## معدلات بيانات SONET / SDH
| SONET مستوى الناقل البصري | تنسيق إطار SONET | مستوى SDH وتنسيق الإطار | عرض نطاق الحمولة النافعة (kbit / s) | معدل الخط (kbit / s) |
| ------------------------- | ---------------- | ----------------------- | ----------------------------------- | -------------------- |
| OC-1                      | STS-1            | STM-0                   | 50,112                              | 51840                |
| OC-3                      | STS-3            | STM-1                   | 150336                              | 155,520              |
| OC-12                     | STS-12           | STM-4                   | 601,344                             | 622,080              |
| OC-24                     | STS-24           | -                       | 1,202,688                           | 1,244,160            |
| OC-48                     | STS-48           | STM-16                  | 2,405,376                           | 2,488,320            |
| OC-192                    | STS-192          | STM-64                  | 9621504                             | 9,953,280            |
| OC-768                    | STS-768          | STM-256                 | 38,486,016                          | 39,813,120           |

يجب ألا يقتطع معدل نقل بيانات المستخدم الحمل الزائد للمسار من عرض النطاق الترددي للحمولة، ولكن عرض النطاق الترددي للمسار متغير بناءً على أنواع التوصيلات المتقاطعة التي يتم بناؤها عبر النظام البصري.
لاحظ أن تقدم معدل البيانات يبدأ عند 155 ميجابت / ثانية ويزداد بمضاعفات أربعة. الاستثناء الوحيد هو OC-24، وهو موحد في ANSI T1.105، ولكن ليس معدل SDH قياسي في ITU-T G.707. يتم تعريف معدلات أخرى، مثل OC-9 و OC-18 و OC-36 و OC-96 و OC-1536، ولكن لا يتم نشرها بشكل شائع؛ تعتبر معظم معدلات اليتامى.

## الطبقة المادية
تشير الطبقة المادية إلى الطبقة الأولى في نموذج الشبكات OSI. طبقات ATM و SDH هي مستوى قسم إعادة التوليد ومستوى الخط الرقمي ومستوى مسار الإرسال ومستوى المسار الظاهري ومستوى القناة الافتراضية. تم تصميم الطبقة المادية على ثلاثة كيانات رئيسية: مسار الإرسال والخط الرقمي وقسم إعادة التوليد. يشير قسم إعادة التوليد إلى القسم والطبقات الضوئية. الطبقة الضوئية هي أدنى طبقة SONET وهي مسؤولة عن نقل البتات إلى الوسط المادي. طبقة القسم مسؤولة عن توليد إطارات STS-N المناسبة التي يجب إرسالها عبر الوسط المادي. يتعامل مع قضايا مثل الإطارات المناسبة، ومراقبة الأخطاء، وصيانة القسم، وأسلاك النظام. تضمن طبقة الخط النقل الموثوق للحمولة والحمل الناتج عن طبقة المسار. يوفر التزامن والمضاعفة لمسارات متعددة. يعدل البتات العلوية المتعلقة بمراقبة الجودة. طبقة المسار هي طبقة المستوى الأعلى لـ SONET. يستغرق نقل البيانات وتحويلها إلى إشارات تتطلبها طبقة الخط، ويضيف أو يعدل البتات العلوية للمسار لمراقبة الأداء وتبديل الحماية.

## بروتوكولات إدارة شبكة SONET / SDH

### الوظائف العامة
تستخدم أنظمة إدارة الشبكة لتكوين ومراقبة معدات SDH و SONET إما محليًا أو عن بُعد.
تتكون الأنظمة من ثلاثة أجزاء أساسية، يتم تناولها لاحقًا بمزيد من التفاصيل:
1. برنامج يعمل على «محطة نظام إدارة الشبكة» على سبيل المثال محطة العمل أو المحطة الطرفية الغبية أو الكمبيوتر المحمول الموجودة في مكتب تبادل / مركزي.
2. نقل بيانات إدارة الشبكة بين «محطة نظام إدارة الشبكة» ومعدات SONET / SDH مثل استخدام بروتوكولات TL1 / Q3.
3. نقل بيانات إدارة الشبكة بين أجهزة SDH / SONET باستخدام «قنوات اتصال البيانات المضمنة المخصصة» (DCCs) داخل القسم ونفقات الخط.

وبذلك تشمل الوظائف الرئيسية لإدارة الشبكة ما يلي:
توفير الشبكة وعناصر الشبكة
لتخصيص عرض النطاق الترددي عبر شبكة، يجب تكوين كل عنصر الشبكة. على الرغم من أنه يمكن القيام بذلك محليًا، من خلال واجهة حرفية، إلا أنه يتم عادةً من خلال نظام إدارة الشبكة (يجلس في طبقة أعلى) والذي يعمل بدوره من خلال شبكة إدارة شبكة SONET / SDH.
ترقية النظام
تتم ترقيات برامج عنصر الشبكة في الغالب من خلال شبكة إدارة SONET / SDH في المعدات الحديثة.
إدارة الأداء
تحتوي عناصر الشبكة على مجموعة كبيرة جدًا من المعايير لإدارة الأداء. لا تسمح معايير إدارة الأداء فقط بمراقبة صحة عناصر الشبكة الفردية، ولكن أيضًا عزل وتحديد معظم عيوب الشبكة أو انقطاعها. يسمح برنامج إدارة الشبكة وإدارتها للطبقة العليا بالفلترة المناسبة واستكشاف الأخطاء وإصلاحها لإدارة الأداء على مستوى الشبكة، بحيث يمكن تحديد العيوب والانقطاعات وحلها بسرعة.
ضع في اعتبارك الأجزاء الثلاثة المحددة أعلاه:

### terminalنظام إدارة الشبكة
واجهة الحرف المحلية Local Craft interface
يمكن لـ «الحرفيين» المحليين (مهندسي شبكة الهاتف) الوصول إلى عنصر شبكة SDH / SONET على «منفذ الحرف» وإصدار الأوامر من خلال محطة غبية أو برنامج محاكاة طرفي يعمل على جهاز كمبيوتر محمول. يمكن أيضًا توصيل هذه الواجهة بخادم وحدة التحكم، مما يسمح بالإدارة والتسجيل عن بُعد خارج النطاق .
نظام إدارة الشبكة (يقع في طبقة أعلى)
غالبًا ما يتكون هذا من برنامج يعمل على محطة عمل تغطي عددًا من عناصر شبكة SDH / SONET

### بروتوكولات TL1 / Q3
TL1
غالبًا ما تتم إدارة معدات SONET باستخدام بروتوكول TL1 . TL1 هي لغة اتصالات لإدارة وإعادة تكوين عناصر شبكة SONET. يجب أن يتم تنفيذ لغة الأوامر المستخدمة بواسطة عنصر شبكة SONET ، مثل TL1 ، بواسطة بروتوكولات إدارة أخرى، مثل SNMP أو CORBA أو XML .
Q3
تمت إدارة SDH بشكل رئيسي باستخدام مجموعة بروتوكولات السطح البيني Q3 المحددة في توصيات الاتحاد الدولي للاتصالات Q.811 و Q.812. مع التقارب بين SONET و SDH في مصفوفة التبديل وبنية عناصر الشبكة، قدمت عمليات التنفيذ الأحدث أيضًا TL1.  

تحتوي معظم أنظمة SONET NE على عدد محدود من واجهات الإدارة المحددة:
واجهة TL1 الكهربائية Electrical interface
ترسل الواجهة الكهربائية، غالبًا ما تكون كبلًا محوريًا بسعة 50 أوم، أوامر SONET TL1 من شبكة إدارة محلية موجودة فعليًا في المكتب المركزي حيث يوجد عنصر شبكة SONET. هذا مخصص للإدارة المحلية لعنصر الشبكة هذا، وربما للإدارة عن بُعد لعناصر شبكة SONET الأخرى.

### قنوات اتصالات البيانات المدمجة (DCCs)
لدى SONET و SDH قنوات اتصال بيانات مخصصة (DCCs) ضمن القسم ونفقات عامة لإدارة حركة المرور. بشكل عام، يتم استخدام القسم العلوي (قسم إعادة التوليد في SDH). وفقًا للتوصية ITU-T G.7712، هناك ثلاثة أوضاع مستخدمة للإدارة:
- مكدس IP فقط باستخدام PPP كارتباط بيانات
- مكدس OSI فقط باستخدام LAP-D كرابط بيانات
- مكدس مزدوج (IP + OSI) باستخدام PPP أو LAP-D مع وظائف النفق للتواصل بين المكدسات.

للتعامل مع جميع قنوات وإشارات الإدارة الممكنة، تحتوي معظم عناصر الشبكة الحديثة على جهاز توجيه لأوامر الشبكة وبروتوكولات (البيانات) الأساسية.

## معدات
مع التقدم في شرائح SONET و SDH ، لم تعد الفئات التقليدية لعناصر الشبكة مميزة. ومع ذلك، نظرًا لأن معماريات الشبكات ظلت ثابتة نسبيًا، يمكن حتى فحص المعدات الأحدث (بما في ذلك منصات توفير الخدمات المتعددة) في ضوء البنى التي ستدعمها. وبالتالي، هناك قيمة في عرض المعدات الجديدة، وكذلك التقليدية، من حيث الفئات القديمة.

### مُجددRegenerator
يقوم المُجددون التقليديون بإنهاء الجزء العلوي من القسم، ولكن ليس الخط أو المسار. يقوم المُجددون بتمديد مسارات المسافات الطويلة بطريقة مشابهة لمعظم المولدات، عن طريق تحويل إشارة بصرية سافرت بالفعل لمسافات طويلة إلى تنسيق كهربائي ثم إعادة إرسال إشارة عالية الطاقة مُعاد توليدها.
منذ أواخر التسعينات، تم استبدال أجهزة التجديد إلى حد كبير بمكبرات بصرية . أيضا، تم امتصاص بعض وظائف المولدات بواسطة أجهزة الإرسال والاستقبال لأنظمة تعدد الإرسال بتقسيم الطول الموجي.

### معدد الإرسال STS ومزيل تعدد الإرسال
يوفر معدد STS ومزيل تعدد الإرسال الواجهة بين شبكة رافد كهربائية والشبكة الضوئية.

### معدد إضافة إسقاط
تعد أجهزة الإرسال والإفلات (ADMs) أكثر أنواع عناصر الشبكة شيوعًا. تم تصميم ADMs التقليدية لدعم أحد بنيات الشبكة، على الرغم من أن أنظمة الجيل الجديد يمكن أن تدعم في كثير من الأحيان العديد من البنى، في بعض الأحيان في وقت واحد. عادةً ما يكون لأجهزة ADM جانب عالي السرعة (حيث يتم دعم إشارة معدل الخط الكامل)، وجانب منخفض السرعة ، والذي يمكن أن يتكون من واجهات كهربائية وكذلك بصرية. يأخذ الجانب المنخفض السرعة إشارات منخفضة السرعة، والتي يتم مضاعفتها بواسطة عنصر الشبكة وإرسالها من الجانب عالي السرعة، أو العكس.

### نظام توصيل رقمي متقاطع
تدعم أنظمة التوصيل المتقاطع الرقمية الحديثة (DCSs أو DXCs) العديد من الإشارات عالية السرعة، وتسمح بالاتصال المتبادل بين DS1s و DS3s وحتى STS-3s / 12c وما إلى ذلك، من أي إدخال إلى أي خرج. يمكن لـ DCSs المتقدمة دعم العديد من حلقات التخفيض في وقت واحد.

## معماريات الشبكة Network architectures
لدى SONET و SDH عدد محدود من البنى المحددة. تسمح هذه البنى باستخدام فعال للنطاق الترددي بالإضافة إلى الحماية (أي القدرة على إرسال حركة المرور حتى عند فشل جزء من الشبكة)، وهي أساسية للنشر العالمي لـ SONET و SDH لنقل حركة المرور الرقمية. يستخدم كل اتصال SDH / SONET على الطبقة المادية الضوئية ألياف بصرية، بغض النظر عن سرعة الإرسال.

### تبديل الحماية التلقائية الخطية
يتضمن تبديل الحماية التلقائية الخطية (APS)، المعروف أيضًا باسم 1 + 1 ، أربعة ألياف: ألياف ألياف عاملة (واحدة في كل اتجاه)، وألياف حماية. يعتمد التبديل على حالة الخط ، وقد يكون أحادي الاتجاه (مع تبديل كل اتجاه بشكل مستقل)، أو ثنائي الاتجاه (حيث تتفاوض عناصر الشبكة في كل طرف بحيث يتم تنفيذ كلا الاتجاهين بشكل عام على نفس زوج الألياف).

### حلقة تبديل المسار أحادية الاتجاهUnidirectional path-switched ring
في الحلقات بتبديل المسار أحادي الاتجاه (UPSR)، يتم إرسال نسختين متكررتين (على مستوى المسار) من حركة المرور المحمية في أي من الاتجاهين حول الحلقة. يحدد المحدد في عقدة الخروج أي نسخة لها أعلى جودة ، ويستخدم تلك النسخة ، وبالتالي يتكيف في حالة تدهور نسخة واحدة بسبب كسر الألياف أو فشل آخر. تميل UPSRs إلى الجلوس بالقرب من حافة الشبكة ، وعلى هذا النحو تسمى أحيانًا حلقات جامع . لأن يتم إرسال البيانات نفسها حول الحلبة في كلا الاتجاهين، والقدرة الإجمالية لUPSR تساوي معدل خط N من الحلبة OC- N. على سبيل المثال ، في حلقة OC-3 مع 3 STS-1s المستخدمة لنقل 3 DS-3s من عقدة الإدخال A إلى عقدة الخروج D ، سيتم استهلاك 100 في المائة من عرض النطاق الترددي الدائري (N = 3) بالعقد A و D . أي عقد أخرى في الحلقة يمكن أن تعمل فقط كعقد تمريرية. مكافئ SDH لـ UPSR هو حماية اتصال الشبكة الفرعية (SNCP)؛ لا يفرض بروتوكول SNCP طوبولوجيا حلقة ، ولكن يمكن استخدامه أيضًا في طوبولوجيا الشبكة.

### حلقة بتبديل خط ثنائي الاتجاهBidirectional line-switched ring
تأتي حلقة تبديل الخط ثنائية الاتجاه (BLSR) في نوعين: BLSR من الألياف و BLSR من الألياف الأربعة. التبديل BLSRs في طبقة الخط. على عكس UPSR ، لا ترسل BLSR نسخًا مكررة من الدخول إلى الخروج. وبدلاً من ذلك ، فإن العقد الحلقية المجاورة للفشل تعيد توجيه حركة المرور «على الطريق الطويل» حول الحلقة الموجودة على ألياف الحماية. تتداول تكلفة BLSR وتعقيدها من أجل كفاءة عرض النطاق الترددي ، بالإضافة إلى القدرة على دعم «حركة المرور الإضافية» التي يمكن إجراؤها عند حدوث حدث تبديل الحماية. في الحلقة ذات الألياف الأربعة ، يمكن دعم فشل العقدة المفردة ، أو فشل الخطوط المتعددة ، نظرًا لأن إجراء الفشل أو الصيانة على خط واحد يؤدي إلى استخدام ألياف الحماية التي تربط عقدتين بدلاً من لفها حول الحلقة.
يمكن أن تعمل BLSRs داخل منطقة حضرية أو ، في كثير من الأحيان ، ستنقل حركة المرور بين البلديات. لأن BLSR لا يرسل نسخا مكررة من دخول إلى الخروج، وعرض النطاق الترددي الكلي الذي دعم BLSR يمكن لا يقتصر على معدل خط N من الحلبة OC- N، ويمكن أن يكون في الواقع أكبر من N وهذا يتوقف على نمط حركة المرور على حلقة. في أفضل الأحوال ، تكون كل حركة المرور بين العقد المجاورة. أسوأ حالة هي عندما تخرج كل حركة المرور على الحلقة من عقدة واحدة ، أي أن BLSR يعمل كخاتم تجميع. في هذه الحالة، وعرض النطاق الترددي الذي الحلبة يمكن أن تدعم يساوي معدل خط N من الحلبة OC- N. هذا هو السبب في أنه نادرا ما يتم نشر BLSRs في حلقات جامع ، ولكن غالبا ما يتم نشرها في حلقات بين المكاتب. يسمى SDH المكافئ لـ BLSR بحلقة حماية مشتركة متعددة الأقسام (MS-SPRING).

## التزامن
يتم تصنيف مصادر الساعة المستخدمة للتزامن في شبكات الاتصالات عن طريق الجودة ، وتسمى عادةً الطبقة. عادة ، يستخدم عنصر الشبكة الطبقة الأعلى جودة المتاحة له ، والتي يمكن تحديدها من خلال مراقبة رسائل حالة المزامنة (SSM) لمصادر الساعة المختارة.
مصادر المزامنة المتاحة لعنصر الشبكة هي:  

التوقيت الخارجي المحليLocal external timing
يتم إنشاء ذلك بواسطة ساعة سيزيوم ذرية أو ساعة مشتقة من القمر الصناعي بواسطة جهاز في نفس المكتب المركزي لعنصر الشبكة. غالبًا ما تكون الواجهة DS1 ، مع رسائل حالة المزامنة التي تقدمها الساعة ويتم وضعها في النفقات العامة لـ DS1.
توقيت مشتق خطي Line-derived timing
يمكن لعنصر الشبكة اختيار (أو تكوينه) لاشتقاق توقيته من مستوى الخط ، من خلال مراقبة وحدات بايت حالة المزامنة S1 لضمان الجودة.
يمسكHoldover
كملاذ أخير ، في غياب توقيت عالي الجودة ، يمكن لعنصر الشبكة الانتقال إلى وضع <i id="mwAag">التعليق</i> حتى يصبح التوقيت الخارجي عالي الجودة متاحًا مرة أخرى. في هذا الوضع ، يستخدم عنصر الشبكة دارات التوقيت الخاصة به كمرجع.

### حلقات التوقيتTiming loops
تحدث حلقة التوقيت عندما تشتق عناصر الشبكة في الشبكة توقيتها من عناصر شبكة أخرى، دون أن يكون أي منها مصدر توقيت «رئيسي». ستشهد حلقة الشبكة هذه في نهاية المطاف التوقيت الخاص بها «تطفو بعيدًا» عن أي شبكات خارجية، مما يتسبب في أخطاء بت غامضة - وفي النهاية، في أسوأ الحالات، خسارة هائلة لحركة المرور. قد يكون من الصعب تشخيص مصدر هذه الأنواع من الأخطاء. بشكل عام، لا يجب أن تجد الشبكة التي كُونت بشكل صحيح نفسها في حلقة توقيت، ولكن بعض فئات الفشل الصامت يمكن أن تسبب هذه المشكلة.

## الجيل التالي من SONET / SDH
كان تطوير SONET / SDH مدفوعًا في الأصل بالحاجة إلى نقل إشارات PDH متعددة - مثل DS1 و E1 و DS3 و E3 - جنبًا إلى جنب مع مجموعات أخرى من 64 متعددة الإرسال   kbit / s حركة الصوت المشكل بالنبض. كانت القدرة على نقل حركة مرور أجهزة الصراف الآلي تطبيقًا مبكرًا آخر. من أجل دعم عرض النطاق الترددي الكبير ATM، تم تطوير سلسلة، حيث يتم مضاعفة حاويات تعدد الإرسال الأصغر (على سبيل المثال، STS-1) بشكل عكسي لبناء حاوية أكبر (على سبيل المثال، STS-3c) لدعم الأنابيب الكبيرة الموجهة للبيانات.
ومع ذلك، فإن إحدى مشاكل التسلسل التقليدي هي عدم المرونة. اعتمادًا على مزيج البيانات وحركة المرور الصوتية التي يجب حملها ، يمكن أن يكون هناك كمية كبيرة من عرض النطاق الترددي غير المستخدم المتبقي، بسبب الأحجام الثابتة للحاويات المتسلسلة. على سبيل المثال، تركيب 100   اتصال Mbit / s Fast Ethernet داخل 155   حاوية Mbit / s STS-3c تؤدي إلى هدر كبير. الأهم هو الحاجة إلى جميع عناصر الشبكة الوسيطة لدعم أحجام التسلسل التي تم إدخالها حديثًا. تم التغلب على هذه المشكلة مع إدخال التسلسل الظاهري.
يسمح التسلسل الظاهري (VCAT) بتجميع أكثر تعسفيًا لحاويات تعدد الإرسال ذات الترتيب الأقل، وبناء حاويات أكبر بحجم تعسفي إلى حد ما (على سبيل المثال، 100   Mbit / s بدون الحاجة إلى عناصر وسيطة للشبكة لدعم هذا النوع المحدد من السلسنة. يعمل التسلسل الظاهري على تعزيز بروتوكولات X.86 أو إجراءات التأطير العامة (GFP) من أجل تعيين حمولات عرض النطاق الترددي التعسفي في الحاوية المتسلسلة تقريبًا.
يسمح مخطط تعديل سعة الوصلة (LCAS) بتغيير النطاق الترددي ديناميكيًا عن طريق التسلسل الظاهري الديناميكي، وحاويات تعدد الإرسال بناءً على احتياجات النطاق الترددي قصيرة المدى في الشبكة.
يُشار إلى مجموعة بروتوكولات SONET / SDH من الجيل التالي التي تتيح نقل Ethernet باسم Ethernet عبر SONET / SDH (EoS).

## روابط خارجية
- فهم SONET / SDH
- جامعة كوينز في بلفاست SDH / SONET Primer
- كتيب الجيب SDH من Acterna / JDSU
- كتيب SONET Pocket من Acterna / JDSU
- الصفحة الرئيسية لسونت
- نموذج SONET للتشغيل البيني (SIF)
- مرجع سرعات اتصال الشبكة
- الجيل التالي من SDH: يبدو المستقبل مشرقًا   [ رابط ميت ][ رابط ميت ]
- مستقبل SONET / SDH (pdf)
- Telcordia GR-253-CORE ، أنظمة نقل SONET: معايير عامة مشتركة
- Telcordia GR-499-CORE ، المتطلبات العامة لأنظمة النقل (TSGR): المتطلبات العامة
- ANSI T1.105: SONET - الوصف الأساسي بما في ذلك هيكل Multiplex والأسعار والتنسيقات
- ANSI T1.119 / ATIS PP 0900119.01.2006: SONET - العمليات والإدارة والصيانة والتزويد (OAM & P) - الاتصالات
- التوصية ITU-T G.707: واجهة عقدة الشبكة للتسلسل الهرمي الرقمي المتزامن (SDH)
- التوصية ITU-T G.783: خصائص الكتل الوظيفية لمعدات التراتب الرقمي المتزامن (SDH)
- التوصية ITU-T G.803: معمارية شبكات النقل القائمة على التراتب الرقمي المتزامن (SDH)